# Horatio Davis Sheppard
Horatio Davis Sheppard (1809-1879) est un journaliste américain, qui a fondé l'un des premiers quotidiens américains à un cent, le New York Morning Post.

## Biographie
Horatio Davis Sheppard est encore étudiant en médecine en 1830, sans aucune expérience de la presse, mais il constate que le peuple de New York s'intéresse aux produits à bon marché, et tout ce qui ne coûte qu'une cent. Pendant un an, il tente de trouver un imprimeur d'accord avec son projet, avant de rencontrer Francis Story, agent de maîtrise au Spirit of the Times et tous deux créent en 1832 le premier quotidien à cent, le New York Morning Post. Son premier numéro, daté du 1er janvier 1833, est à deux cents, mais il passe rapidement à un cent avec son associé et ami Horace Greeley, futur fondateur du New York Tribune. Cette décision ne suffit pas et le journal ne parvient pas à équilibrer ses comptes ni rembourser ses emprunts. le tirage de 200 à 300 exemplaires est insuffisant, tout comme les 200 dollars de capital apportés par Horatio David Shepard, Horace Greeley et Francis V. Story.  Sheppard retourne alors à la médecine mais reste ami avec Greeley qui connaîtra lui un grand succès.